# Lista oamenilor de știință români din tehnologia informației
Aceasta este o listă de oameni de știință care au lucrat sau lucrează și în prezent în domeniul informaticii din România. Lista include oameni de știință precum matematicieni, teoreticieni, programatori și cercetători care au contribuit semnificativ în dezvoltarea și promovarea domeniului informaticii din România și au stabilit elementele de bază ale computerelor moderne (lucrul cu algoritmi, teoria informației, teoria complexității etc). 

## A
- Mircea Adam (structuri de date, sisteme de operare, baze de date)
- Adrian Atanasiu (limbaje formale și automate, tehnici de compilare)

## B
- Andrei Baranga (sisteme de operare, fundamentele limbajelor de programare, informatica algebrică)
- Tudor Bălănescu (limbaje formale și automate, tehnici de compilare)
- Octavian Bâscă (sisteme de operare, teoria grafurilor, structuri de date, baze de date)
- Anton Bătătorescu (baze de date, cercetări operaționale)
- Șerban Buzețeanu (limbaje formale, calculabilitate)

## C
- Cristian Calude (limbaje formale și automate, complexitatea calculului)
- Gheorghe Cartianu-Popescu (cercetări în domeniul teoriei și practicii modulației de frecvență)
- Virgil Căzănescu (limbaje formale și automate, logică matematică)
- Rodica Ceterchi (structuri de date și algoritmi, teoria categoriilor și algebră universală)
- Mihail Cherciu (fundamentele algebrice ale informaticii, structuri algebrice în programare)

## D
- Mihai Drăgănescu (dezvoltarea teoriei tuburilor electronice și dispozitivelor semiconductoare)
- Ioan Dzițac (calcul paralel, sisteme distribuite, inteligență artificială)

## E
- Denis Enăchescu (modele de simulare, statistică și procese stohastice, bioinformatică)

## F
- Dan Farcaș (informatică)
- Gheorghe Farkas (calculatorul DACICC-1 și DACICC-200)

## G
- Constantin Gaindric  (cercetări matematică aplicată și informatică)
- Horia Georgescu (sinteza algoritmilor, tehnici de programare)
- Marian Gheorghe (tehnici de compilare)
- Sorin Grindeanu (baze de date)

- Marius Guran (rețele de calculatoare, unul din pionierii informaticii românești)

## H
- Dragomir Hurmuzescu (fondatorul învățământului electrotehnic din România)

## K
- Iosif Kaufmann (pionier al calculatoarelor MECIPT)

## L
- Leon Livovschi (bazele informaticii, mecanisme cu contacte și relee, limbaje formale, sinteza algoritmilor)
- Wilhelm Lowenfeld (pionier al calculatoarelor MECIPT)

## M
- Mihaela Malița (LISP și inteligență artificială, limbaje formale)
- Mircea Malița (programarea pătratică, programarea neliniară, inteligența artificială)
- Ioan Mang (automatizări și calculatoare)
- Solomon Marcus (lingvistică matematică, teoria automatelor, poetica matematică)
- Alexandru Mateescu (limbaje formale și tehnici de compilare)
- Victor Mitrana (tehnici de programare, limbaje formale și automate, bioinformatică)
- Grigore Moisil (bazele informaticii, teoria algebrică a mecanismelor automate, elemente de logică matematică, mașini de calcul, programarea calculatoarelor, matematică pentru științe umaniste)
- Grigor Moldovan (programe FORTRAN, COBOL)
- Emil Muntean (unul dintre pionierii domeniului conducând echipa care a creat software-ul pentru calculatorul DACICC-200)

## N
- Liviu Negrescu (Institutul de Calcul „Tiberiu Popoviciu” Cluj-Napoca, elaborarea software-ului primelor calculatoare electronice românești DACICC-1 și DACICC-200.
- Radu Nicolescu (gramatici, limbaje formale și automate, tehnici de compilare)

## O
- Ștefan Odobleja (cibernetică generalizată)

## P
- Varujan Pambuccian (informatică)
- Miklós Patrubány
- Gheorghe Păun (calculabilitate, complexitatea calculului, calcul molecular)
- Mihai Pătrașcu (informatică teoretică)
- Bogdan Pătruț (prelucrarea limbajului natural, programarea orientată pe obiecte)
- Emil Perjeriu (informatică, metode numerice, sisteme de operare)
- Adrian Petrescu (proiectarea și implementarea sistemelor de procesare a datelor)
- Marin Popa (sisteme informatice, programarea calculatoarelor, teoria grafurilor)
- Ileana Popescu (probabilități, structuri de date, baze de date)
- Liliana Popescu (limbaje formale, programare)
- Radu Popescu-Zeletin (sisteme și aplicații distribuite de calculatoare)
- Constantin P. Popovici (bazele informaticii, limbaje formale și automate)
- Tiberiu Popoviciu (bazele informaticii, analiză numerică)

## R
- Paul Radovici - Mărculescu (informatică, metode numerice)
- Nicolae Robu (arhitectura calculatoarelor, programare Java, rețele neuronale)
- Alexandru Rogojan (inițiatorul înființării primei secții de calculatoare electronice din România la Politehnica din Timișoara)
- Sergiu Rudeanu (limbaje formale și automate, funcții booleene, logică matematică)

## S
- Gheorghe Săsărman (programare, sisteme de operare)
- Armand Segal (elaborarea calculatoarelor CIFA)
- Florin Serbu (pionier în educația informatizată)
- Liviu Sofonea (limbaje formale și automate, sisteme de operare, programare, informatică)
- Luminița State (modele probabiliste, inteligența artificială, programarea logică)
- Ion Stoica (calcul distribuit și rețele de calculatoare)
- Ileana Streinu (LISP și inteligență artificială, geometrie computațională)

## Ș
- Gheorghe Ștefănescu (fundamentele algebrice ale informaticii, arhitectura calculatoarelor, scheme de programe)
- Poliana Ștefănescu (informatică, statistică matematică, programarea calculatoarelor)
- Ștefan Ștefănescu (programarea calculatoarelor, statistică cu aplicatii în științele sociale)

## T
- Tudor Tănăsescu (unul dintre fondatorii școlii românești de electronică și radiotehnică
- Monica Tătărâm (teoria limbajelor formale, semiotica aplicată în informatică)
- Victor Toma (a realizat calculatorul CIFA-1)
- Ioan Tomescu (grafuri și programarea liniară, structuri de date)

## Ț
- Nicolae Țăndăreanu (limbaje formale și automate, gramatici, programare)

## V
- Dragoș Vaida (programarea calculatoarelor, informatică aplicată, limbaje formale și tehnici de compilare, structuri matematice discrete)
- Nicolae Vasilescu-Karpen (electrotehnică, construiește la Băneasa primul telegraf fără fir din estul Europei)
- Ion Văduva (modele de simulare, programare, modele probabiliste)
- Constantin Virgil Negoiță (sisteme informatice)
- Marin Vlada (grafică pe calculator, inteligență artificială, programarea logică, informatică aplicată[1][2][3][4]